# Narbuty
Narbuty (biał. Нарбуты; ros. Нарбуты) − wieś na Białorusi, w obwodzie grodzieńskim, w rejonie oszmiańskim, w sielsowiecie Żuprany.
Dawniej używana nazwa – Narbutowszczyzna

## Historia
W czasach zaborów dwie wsie i dwie osady w gminie Soły, w powiecie oszmiańskim, w guberni wileńskiej Imperium Rosyjskiego. 
W 1905:
- wieś „pierwsza” liczyła 39 mieszkańców, 32 dziesięciny[1].
- wieś „druga” liczyła 50 mieszkańców, 65 dziesięcin[1].
- osada Chodźki liczyła 5 mieszkańców, 2 dziesięciny[1].
- osada Sulistrowskiego liczyła 1 mieszkańców, 1 dziesięcinę[1].

Po I wojnie światowej pod administracją polską, w Zarządzie Cywilnym Ziem Wschodnich. W latach 1920–1922 w składzie Litwy Środkowej.
Od 11 kwietnia 1922 wieś i zaścianek leżały w Polsce, w województwie wileńskim, w powiecie oszmiańskim, w gminie Soły.
W 1931 wieś i zaścianek w 15 domach zamieszkiwały 174 osoby.
Wierni należeli do parafii rzymskokatolickiej w Sołach. Miejscowość podlegała pod Sąd Grodzki w Oszmianie i Okręgowy w Wilnie; właściwy urząd pocztowy mieścił się w Sołach.
Po II wojnie światowej w granicach Związku Sowieckiego. Od 1991 w niepodległej Białorusi.